# Boot Configuration Data
Boot Configuration Data (BCD) és una base de dades independent del microprogramari per a la configuració del procés d'arrencada dels sistemes operatius Windows de Microsoft.
El procés d'inici de Windows Vista, Windows Server 2008, Windows 7, Windows Server 2008 R2, Windows 8, Windows Server 2012, Windows 8.1 i Windows Server 2012 R2 és diferent de les versions anteriors de Windows. Fins al Windows XP, l'arrencada del sistema es realitzava amb el fitxer de text boot.ini, on es definien els paràmetres d'inici del sistema operatiu, que es trobava emmagatzemat al directori arrel del volum del sistema i era usat pel fitxer NTLDR, encarregat de l'arrencada del sistema operatiu fins aquestes versions.
A partir del Windows Vista, el fitxer boot.ini desapareix per a ser reemplaçat pel Boot Configuration Data (BCD), usat pel Windows Boot Manager (el nou gestor d'arrencada del sistema operatiu). A partir d'aquesta versió, el sector d'arrencada del disc dur inicia el carregador de Windows que és un fitxer ocult reservat anomenat BootMgr del sistema de fitxers en el volum de sistema, i aquest dona accés a la base de dades de configuració d'arrencada i utilitza la informació per a carregar el sistema operatiu.